# ISO 3166-2:SZ
Kódy ISO 3166-2 pro Svazijsko identifikují 4 regiony (stav v roce 2018). První část (SZ) je mezinárodní kód pro Svazijsko, druhá část sestává ze dvou písmen identifikujících distrikt.

## Seznam kódů
```
SZ-HH Hhohho (Mbabane)
SZ-LU Lubombo (Siteki)
SZ-MA Manzini (Manzini)
SZ-SH Shiselweni (Nhlanango)
```